# José María Py
José María Py y Ramírez de Cartagena (Cádiz, 1881-Alicante, 15 de marzo de 1932) fue un pintor y escultor español, conocido por ser el fundador y principal impulsor de la fiesta de las Hogueras de Alicante.

## Biografía
Nació en 1881 en Cádiz, en el seno de una familia noble andaluza. Le pertenecía el título de Barón de Rosta por vía materna y su madre, Pilar Ramírez de Cartagena y Tassara, era marquesa de Val de Hoyos y estaba emparentada con Miguel Primo de Rivera. Se trasladó de joven de Cádiz a Valencia, donde residió 25 años y entró dentro del mundo fallero, formando parte de varias comisiones fiesteras.
En 1922, con 40 años, se trasladó a Alicante, donde du padre, José María Py y Puyade, ejercía de notario en la actual plaza de Gabriel Miró. Vivió en la calle Plus Ultra y luego en la avenida de Alfonso el Sabio. Participó en la tertulia de Alicante-Atracción, la cual organizaba un programa de fiestas populares. El 28 de marzo de 1928 publicó en La voz de Levante el artículo Les Falles de San Chusep en Valencia y les Fogueres de San Chuan en Alacant, en el que, basándose en las Fallas de Valencia, propone que la ciudad de Alicante acoja una festividad parecida, pero con personalidad propia, denominadas Hogueras y tomando la celebración de la Noche de San Juan, también relacionada con el elemento del fuego. Luego, junto con Miguel Llopis Reyner, presidente de Alicante-Atracción, expuso el proyecto al alcalde Julio Suárez-Llanos Sánchez y obtuvo su apoyo y el del Ayuntamiento.
Considerado el fundador de las Hogueras, fue el primer presidente de la comisión gestora, en 1930, permaneciendo en el cargo un año. En 1932 murió en su domicilio de la avenida Alfonso el Sabio de Alicante.

## Reconocimientos

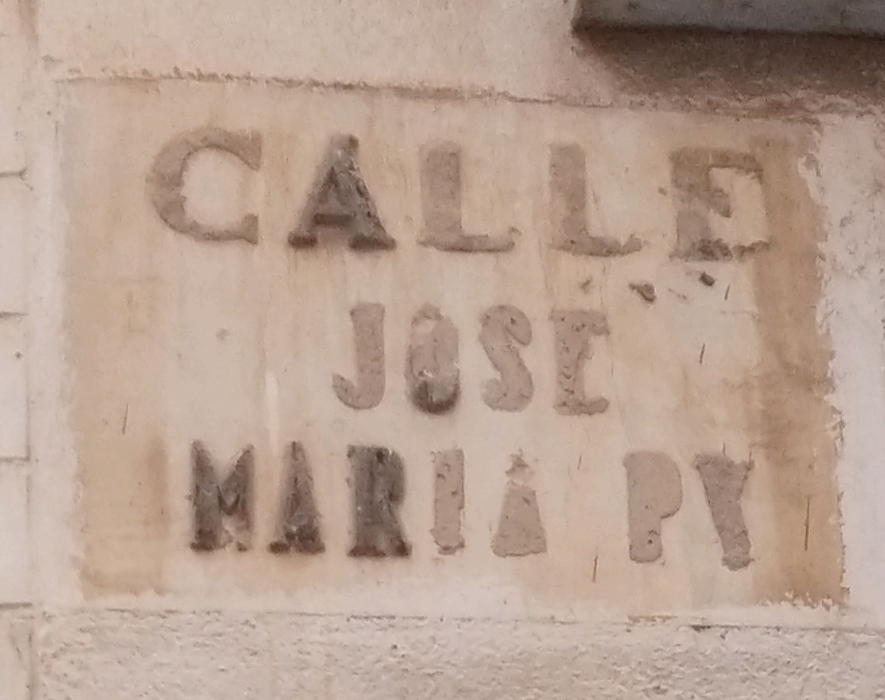
Antigua rotulación de la calle José María Py en Alicante

El mismo año de su muerte el Ayuntamiento de Alicante acordó rotular una calle de la ciudad con su nombre, como homenaje, cerca de donde vivió y murió, concretamente una calle que va desde la avenida Benito Pérez Galdós al barrio de San Blas.
En 2018 fue nombrado hijo predilecto de Alicante.
Sus restos descansan en el Jardín del Silencio del Cementerio de Alicante, espacio dedicado a los alicantinos ilustres.